# 南八熊町
- 日本 > 愛知県 > 名古屋市 > 中川区 > 南八熊町
- 日本 > 愛知県 > 名古屋市 > 熱田区 > 南八熊町

南八熊町（みなみやぐまちょう）は、愛知県名古屋市中川区と熱田区にある町名。丁番を持たない単独町名である。住居表示実施済み。

## 地理
名古屋市中川区の東部、熱田区の北西部に位置し、東に中川区柳川町、西と南に熱田区明野町、北に中川区八熊に接する。

## 歴史

### 町名の由来
八熊村の南側に位置することに由来する。八熊は五女子村鎮座の八剱神社から八、二女子村鎮座の熊野神社の熊を採って命名されたという。

### 沿革
- 1978年（昭和53年）6月25日 - 中川区明野町・八熊町・八熊通・八千代通・柳川町の各一部により、同区南八熊町が成立[2]。また、熱田区明野町の一部により、同区南八熊町が成立[3]。
- 1981年（昭和56年）9月6日 - 中川区八熊町・八熊通・八千代通の各一部を、同区南八熊町に編入する[2]。

## 世帯数と人口
2019年（平成31年）2月1日現在の世帯数と人口は以下の通りである。なお、熱田区は人口が少ない為、省略とする。
| 区     | 町丁     | 世帯数  | 人口  |
| ------ | -------- | ------- | ----- |
| 中川区 | 南八熊町 | 103世帯 | 187人 |

### 人口の変遷
国勢調査による中川区南八熊町の人口の推移
| 1995年（平成7年）  | 155人 | [ WEB 7 ]  |  |
| 2000年（平成12年） | 214人 | [ WEB 8 ]  |  |
| 2005年（平成17年） | 210人 | [ WEB 9 ]  |  |
| 2010年（平成22年） | 229人 | [ WEB 10 ] |  |
| 2015年（平成27年） | 193人 | [ WEB 11 ] |  |

## 学区
市立小・中学校に通う場合、学校等は以下の通りとなる。また、公立高等学校に通う場合の学区は以下の通りとなる。
| 区     | 番・番地等 | 小学校               | 中学校                 | 高等学校 |
| ------ | ---------- | -------------------- | ---------------------- | -------- |
| 中川区 | 全域       | 名古屋市立八熊小学校 | 名古屋市立山王中学校   | 尾張学区 |
| 熱田区 | 全域       | 名古屋市立野立小学校 | 名古屋市立日比野中学校 | 尾張学区 |

## 交通
- 愛知県道29号弥富名古屋線（八熊通）

## 施設
- 名古屋銀行 八熊支店

1952年（昭和27年）11月24日、名古屋相互銀行八熊支店として開設。当初は中川区八熊町字寺田1216番地であったが、1960年（昭和35年）8月25日に同区八熊通2丁目38番地と所在地名が変更となっている。1967年（昭和42年）12月11日には改築。1978年（昭和53年）6月25日には南八熊町6番17号となる。

## その他

### 日本郵便
- 集配担当する郵便局は以下の通りである[WEB 14]。

| 区     | 町丁     | 郵便番号 | 郵便局     |
| ------ | -------- | -------- | ---------- |
| 中川区 | 南八熊町 | 454-0015 | 中川郵便局 |
| 熱田区 | 南八熊町 | 456-0078 | 熱田郵便局 |

### WEB
1. 1 2  “町・丁目(大字)別、年齢(10歳階級)別公簿人口(全市・区別)”.   名古屋市 (2019年2月20日). 2019年2月20日閲覧。
2. 1 2  “郵便番号”.  日本郵便. 2019年2月10日閲覧。
3. 1 2  “郵便番号”.  日本郵便. 2019年2月10日閲覧。
4. ↑  “市外局番の一覧”.   総務省. 2019年1月6日閲覧。
5. ↑  “中川区の町名一覧”.   名古屋市 (2015年10月21日). 2019年2月13日閲覧。
6. ↑  “熱田区の町名一覧”.   名古屋市 (2015年10月21日). 2019年2月13日閲覧。
7. ↑  総務省統計局 (2014年3月28日). “平成7年国勢調査の調査結果(e-Stat) - 男女別人口及び世帯数 －町丁・字等” (CSV). 2019年4月27日閲覧。
8. ↑  総務省統計局 (2014年5月30日). “平成12年国勢調査の調査結果(e-Stat) - 男女別人口及び世帯数 －町丁・字等” (CSV). 2019年4月27日閲覧。
9. ↑  総務省統計局 (2014年6月27日). “平成17年国勢調査の調査結果(e-Stat) - 男女別人口及び世帯数 －町丁・字等” (CSV). 2019年4月27日閲覧。
10. ↑  総務省統計局 (2012年1月20日). “平成22年国勢調査の調査結果(e-Stat) - 男女別人口及び世帯数 －町丁・字等” (CSV). 2019年4月27日閲覧。
11. ↑  総務省統計局 (2017年1月27日). “平成27年国勢調査の調査結果(e-Stat) - 男女別人口及び世帯数 －町丁・字等” (CSV). 2019年4月27日閲覧。
12. ↑  “市立小・中学校の通学区域一覧”.   名古屋市 (2018年11月10日). 2019年1月14日閲覧。
13. ↑  “平成29年度以降の愛知県公立高等学校（全日制課程）入学者選抜における通学区域並びに群及びグループ分け案について”.   愛知県教育委員会 (2015年2月16日). 2019年1月14日閲覧。
14. ↑  郵便番号簿 平成29年度版 - 日本郵便. 2019年02月10日閲覧 (PDF)

### 書籍
1. 1 2  名古屋市計画局 1992, p. 496.
2. 1 2  名古屋市計画局 1992, p. 826.
3. ↑  名古屋市計画局 1992, p. 815.
4. 1 2 3 4  名古屋相互銀行行史編纂室 1980, p. 414.